# Нарболија
Нарболија (итал. Narbolia) је насеље у Италији у округу Ористано, региону Сардинија.
Према процени из 2011. у насељу је живело 1787 становника. Насеље се налази на надморској висини од 45 м.

## Становништво
Према резултатима пописа становништва 2011. у општини је живело 1.801 становника.
| 1931. | 1936. | 1951. | 1961. | 1971. | 1981. | 1991. | 2001. | 2011. |
| ----- | ----- | ----- | ----- | ----- | ----- | ----- | ----- | ----- |
| 1.485 | 1.477 | 1.530 | 1.608 | 1.655 | 1.621 | 1.691 | 1.737 | 1.801 |